# Reputation
Reputation (estilizado en minúsculas) es el sexto álbum de estudio de la cantante y compositora estadounidense Taylor Swift, publicado el 10 de noviembre de 2017 por el sello discográfico Big Machine Records. El álbum fue producido por Jack Antonoff, Max Martin, Shellback y la propia Taylor Swift, quien es también productora ejecutiva. Incluye únicamente una colaboración con el cantante y compositor inglés Ed Sheeran junto al rapero estadounidense Future. A diferencia de 1989, reputation se caracteriza por ser un álbum en torno a la verdadera reputación de Taylor, el rechazo a la crítica y la prensa, además se constata la aparición del amor en un momento crítico de la vida.
El álbum encabezó las listas en Australia, Austria, Bélgica, Canadá, Irlanda, los Países Bajos, México, Nueva Zelanda, Noruega, Escocia, Suiza, el Reino Unido y los Estados Unidos. Según Nielsen SoundScan, reputation vendió 1.216 millones de copias en los Estados Unidos durante su primera semana, convirtiéndose en el álbum más vendido de 2017 en el país y a nivel mundial. Hasta la fecha, según la Federación Internacional de la Industria Fonográfica (IFPI) el álbum ha vendido 6 millones de copias mundialmente.

## Antecedentes
El 18 de agosto de 2017, Swift borró todas las publicaciones de sus cuentas de redes sociales, así como su sitio web oficial. Unos días más tarde, Swift publicó una serie de clips de una serpiente, que hizo referencia a sus peleas con Kanye West, Katy Perry, Kendall Jenner, Calvin Harris y Kim Kardashian el año anterior. Los fanáticos especularon que Swift estaba a punto de anunciar un próximo álbum. El 23 de agosto de 2017, Swift anunció el nombre del álbum en su Instagram, revelando también la portada del álbum y la fecha de lanzamiento. Reputation se estrenó el 10 de noviembre de 2017.
El primer sencillo del álbum, «Look What You Made Me Do», fue lanzado el 25 de agosto de 2017. El 2 de septiembre de 2017, Swift lanzó una segunda canción durante la transmisión de ABC Saturday Night Football y más tarde fue publicado en Instagram una vista previa de la nueva canción titulada «...Ready for It?». La canción fue lanzada el 3 de septiembre de 2017. El 19 de octubre de 2017, Taylor anunció vía Instagram la siguiente canción del disco, «Gorgeous», que sería lanzado al día siguiente.
El 3 de octubre de 2017, Taylor anunció vía Instagram la siguiente canción del disco, «Call It What You Want», última canción como sencillo promocional antes del lanzamiento final del disco, puesto a la venta el viernes 10 de noviembre de 2017.
El 7 de noviembre de 2017, Bloomberg, informó que el álbum se mantendría fuera de los servicios de streaming tras su lanzamiento por un período de tiempo indeterminado porque Swift determina la práctica «Igual al hurto» y solo estará disponible para comprar en formatos digitales y físicos. Más tarde ese mismo día, Swift publicó la lista de canciones del álbum en sus perfiles de redes sociales, revelando una canción con Ed Sheeran y el rapero Future. Reputation estuvo disponible en los servicios de streaming el 1 de diciembre de 2017.

## Música y lírica
Greg Kot, que escribe para Chicago Tribune, describió el álbum como «otro cambio más, esta vez en el electropop». Neil McCormick, de The Daily Telegraph, lo definió como «pop temerario y armado», mientras que Rob Sheffield de Rolling Stone dijo que «Reputation se basa en el synth-pop de 1989». Swift explicó que el álbum tiene una línea de tiempo, comenzando con como ella se sintió cuando comenzó a trabajar en el álbum, y realizando una transición a como se siente actualmente. El álbum abre con «...Ready for It?», es una canción con «orientación pop», «inspirada en la electrónica» electropop y industrial pop, con elementos del tropical house, dubstep y trap music. Swift declaró que la canción «introduce una metáfora de que puede que hayas escuchado más de todo el resto del álbum, que es como este tipo de metáfora Crimen y castigo». Según Swift la canción es «básicamente, acerca de encontrar tu propio compañero en el crimen».
«I Did Something Bad», la tercera canción del álbum, fue escrito con el piano. Swift explicó a iHeartRadio que la idea de la producción de la canción vino a ella en un sueño. Swift describió el concepto al productor Max Martin, y Martin usó la voz de Swift y la «tiró» hacia abajo para crear el efecto que tiene lugar después del estribillo. El propósito de Swift para «Delicate» fue utilizar un vocoder para crear una «emocional» y «vulnerable» sonido para la canción. Explicó que la canción es sobre, «qué pasa cuando conoces a alguien que realmente quieres en tu vida y luego comienzas a preocuparte por lo que ha escuchado antes de conocerte». El primer sencillo «Look What You Made Me Do» comenzó como un poema y es «acerca de darse cuenta de que no puedes confiar en ciertas personas, pero darse cuenta de que aprecias a las personas en las que si puedes confiar». Interpola la canción «I'm Too Sexy» del grupo británico Right Said Fred.
Swift estructuró «King of My Heart» de modo que cada sección individual de la canción fuera su propia fase en una relación, con las secciones cada vez más profundas y más rápidas a medida que avanzaba la canción. La canción número doce, «Dress», contiene muchas líneas que Swift había «creado un año antes». Fue descrita por los críticos como la «canción más sexy hasta la fecha» de Swift. y sacando su lado sensual por fin. «Call It What You Want» fue grabada en es el estudio de Jack Antonoff que posee en su casa de Brooklyn. Swift dijo que la canción es la que mejor representa su estado emocional actual. El álbum cierra con el tema «New Year's Day», la cual explora el otro lado del romanticismo de un beso de Nochevieja, y trata sobre cómo la persona que se queda el día siguiente para «darte un Advil y limpiar la casa» es la persona que importa más.

## Arte y presentación
La portada del álbum fue fotografiada por el dúo de fotógrafos Mert Alaş y Marcus Piggott en Londres. La portada presenta a Swift con un suéter gris y un collar de gargantilla con titulares de prensa de su nombre en el lado izquierdo de la cara. El tipo de letra utilizado para el booklet y los titulares recuerda a la fuente distintiva del diario The New York Times.
Target lanzó dos revistas de 72 páginas que contienen diferentes contenidos, incluido el álbum en los Estados Unidos. Walmart lo distribuyó en Canadá. Las revistas contienen fotos, letras escritas a mano, poesía y pinturas de Swift. La portada de la revista «Reputation Vol. 1»  fue tomada por Mert y Marcus, el Vol. 2 fue tomada por Benny Horne y presenta a Swift con una chaqueta de camuflaje.

## Promoción

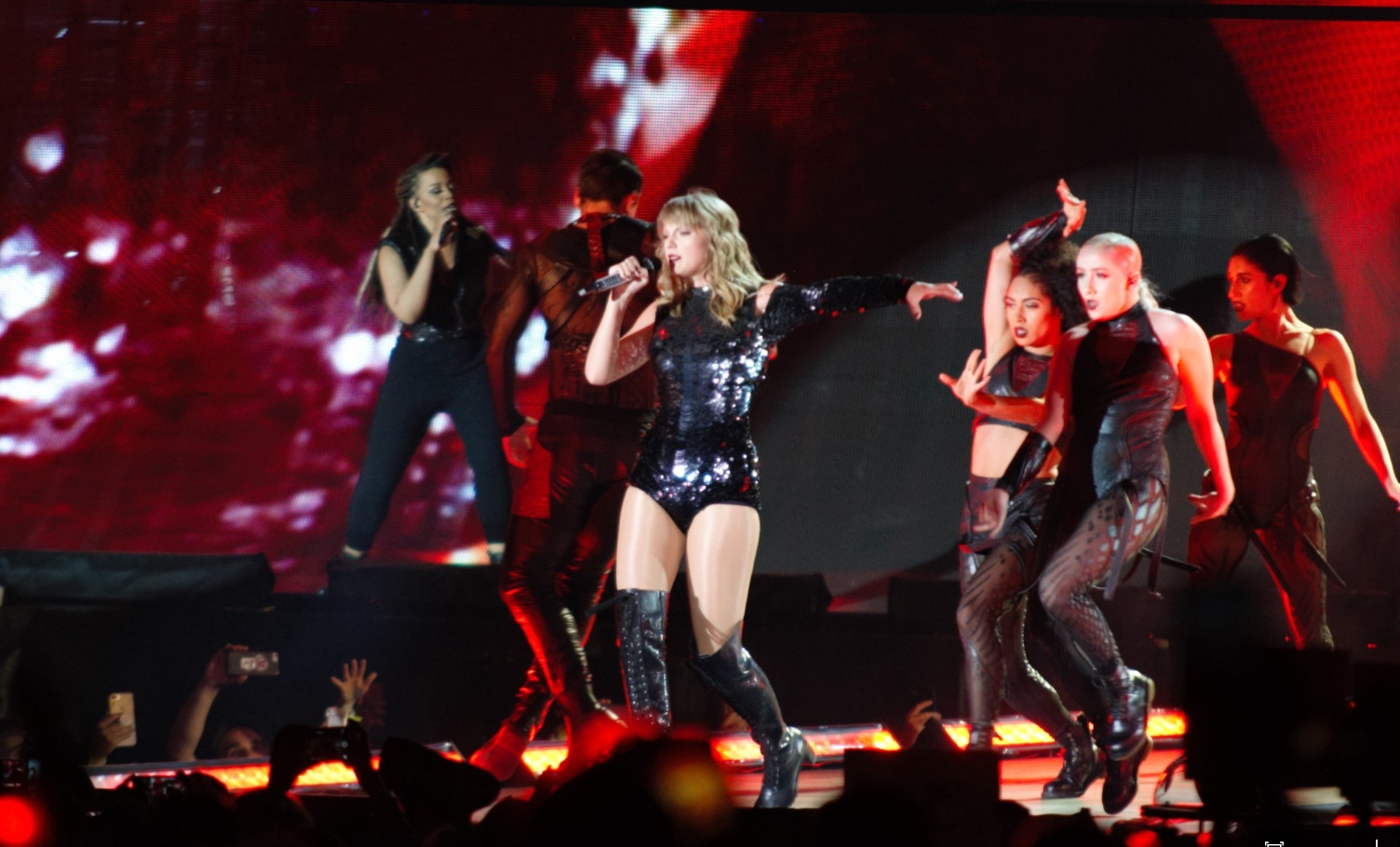
Swift presentándose en el Broncos Stadium at Mile High, como parte del Reputation Stadium Tour.

En agosto de 2017, UPS anunció que sería el «Socio de entrega oficial» para Reputation. Los camiones de UPS, en ciudades selectas, contaron con una calcomanía de la portada del álbum Reputation, UPS animó a los seguidores de Swift a tomar fotos de dichos camiones y publicar imágenes en Twitter con un hashtag para una mejor oportunidad de comprar entradas para conciertos.
Un mes antes del lanzamiento del álbum, Swift realizó sesiones secretas en Londres, Rhode Island, Los Ángeles y Nashville. La cantante dijo: «Todo sobre este álbum es un secreto». Cada fiesta contó con varios asistentes, con un total de 500 fanáticos elegidos de todo el mundo, para quienes se reprodujo el álbum pero ninguno de ellos filtró música. El video detrás de la escena de las sesiones fue lanzado el 7 de noviembre en el programa de ABC Good Morning America. Swift se asoció con AT&T para producir una serie de detrás de escenas, de varias partes, que narra la realización de Reputation, titulada «The Making of a Song». Se comenzó a compartir la serie de videos el 1 de noviembre en el canal de YouTube de AT&T.
Swift también se asoció con Ticketmaster en un programa de paquetes. Los que gustaran de comprar entradas para los futuros conciertos de Swift podían registrarse para ser puestos en una lista de espera, y también podían ganar prioridad en la lista de espera a través de una variedad de métodos, incluyendo la compra de mercancía y pre-ordenar Reputation. Swift recibió una reacción negativa de sus seguidores y los medios de comunicación afirmaron que la dinámica «era básicamente una estafa». El programa terminó el 28 de noviembre de 2017, cuando los fanáticos recibieron nuevas instrucciones sobre cómo comprar boletos.

### Sencillos
El 24 de agosto de 2017, «Look What You Made Me Do» fue lanzado como el sencillo principal de Reputation. La canción rompió récords, incluyendo la de más reproducciones en Spotify en un lapso de 24 horas por cualquier artista y se convirtió en la artista femenina que más rápido llegó al número uno en iTunes en Estados Unidos. La canción alcanzó el primer puesto en el Billboard Hot 100 con la mayor cantidad de ventas y reproducciones del año, convirtiéndose en la quinta canción de Swift en alcanzar el primer puesto y también el primer número uno de una artista femenina, sin colaboraciones, con 84.4 millones de reproducciones desde «Hello» de Adele en 2015 y la segunda con mayor cantidad en general desde «Harlem Shake» (103.3 million). El video musical de la canción se estrenó en los premios MTV Video Music Awards de 2017 y obtuvo 43.2 millones de visitas en YouTube en sus primeras 24 horas, rompiendo el récord de las dos canciones con mayor reproducción en 24 hs, 36 millones de «Gentleman» en 2013 y los 27.7 millones de visitas del video «Hello» de Adele en 2015.
El 2 de septiembre de 2017, Swift mostró en Instagram de que la primera pista de Reputation, titulada «...Ready for It?», iba a ser lanzada como un sencillo promocional. Se puso a disposición para la descarga digital de inmediato con la pre-orden de Reputation el 3 de septiembre de 2017,  también estaba disponible en todas las plataformas de streaming a principios de diciembre. El 24 de octubre, la canción fue llevada a las Contemporary hit radio como el segundo sencillo del álbum 
y el video musical oficial se estrenó tres días después.
El 14 de noviembre de 2017, se lanzó «End Game» como el tercer sencillo del álbum. El video musical de la canción se lanzó en enero de 2018. Después de que Sheeran confirmara su existencia a principios de diciembre de 2017.
«New Year's Day» fue lanzado a las radios de country como el cuarto sencillo el 27 de noviembre del mismo año.
El 19 de octubre de 2017, Swift anunció que lanzaría una nueva canción titulada «Gorgeous». Estuvo disponible al día siguiente a través de tiendas digitales y servicios de streaming como un sencillo promocional del álbum. La canción llegó al top 10 en Canadá y Australia y el top 20 en el Reino Unido y Estados Unidos. Fue enviado a las estaciones de radio de Reino Unido el 12 de enero de 2018 como el quinto sencillo del álbum.
«Delicate» fue enviada a las Contemporary hit radio y las radios adult contemporary como el sexto sencillo del álbum el 12 de marzo de 2018. El video musical se estrenó en los iHeartRadio Music Awards.
Sencillos promocionales
El 2 de noviembre de 2017, Swift anunció que lanzaría la tercera canción promocional de Reputation, mientras publicaba adelantos en sus cuentas oficiales de Twitter e Instagram. La canción titulada «Call It What You Want» fue lanzado a la medianoche del 3 de noviembre de 2017.

### Interpretaciones en vivo
El 9 de noviembre, una presentación de la canción de «New Year's Day» fue estrenada durante el estreno de uno de los episodios de la serie Scandal. Fue filmado en una de las sesiones secretas, celebrada en la casa de Swift en Rhode Island el 18 de octubre, con la presencia de 100 fanáticos. Una versión extendida de la presentación de Swift se emitió el 10 de noviembre, durante la transmisión de la película The Duff en Freeform. El 11 de noviembre, Swift fue el invitado musical en el quinto episodio de la temporada cuarenta y tres de Saturday Night Live, donde interpretó «...Ready for It?» y «Call It What You Want» del álbum. Fue su primera aparición en televisión en vivo después del lanzamiento del álbum, y su primera aparición en el programa desde 2009.
El 9 de octubre, Swift abrió la ceremonia de los Premios American Music Awards, con la canción «I Did Something Bad», siendo esta la primera vez en tres años que Taylor se presenta en una ceremonia de premios.

### Tour
En agosto de 2017, Swift junto a Ticketmaster organizaron un programa para que aquellas personas que desearan comprar boletos para sus conciertos obtuvieran cierta prioridad al comprar también mercancía oficial de Swift y pre-ordenando Reputation. El 13 de noviembre de 2017, Swift anunció que se embarcaría en la gira titulada «Reputation Stadium Tour» en 2018 para promocionar su álbum, primero se anunciaron las fechas en Norteamérica. El tour comenzó el 8 de mayo de 2018, en el Estadio de la Universidad de Phoenix en Glendale, Arizona, y concluyó el 21 de noviembre de 2018 en el Tokyo Dome en Tokio, Japón, con 53 fechas llevadas a cabo en estadios de América del Norte, Europa, Oceanía y Asia.

## Recepción

### Comentarios de la crítica
Reputation recibió generalmente críticas positivas. En Metacritic, que asigna una calificación normalizada de 100 a las reseñas de las principales publicaciones, el álbum recibió un puntaje promedio de 71, basado en 28 revisiones que indican críticas «generalmente favorables». Alexis Petridis de The Guardian opinó que Reputation, «puede estar sumida en la amargura y el chisme, pero la inteligencia de la estrella pop y la destreza lírica son imposibles de negar en su sexto álbum», señalando que las canciones muestran a «Swift cortando sus últimas relaciones con sus raíces en Nashville, en favor del estruendo y el bocinazo del Pop influenciado por la EDM». Rob Sheffield de Rolling Stone escribió que el álbum «muestra el lado más oscuro y profundo de una mente maestra del pop». Sheffield también comentó: «Como una de las grandes mentes maestras del pop de todos los tiempos, está intentando algo nuevo, como siempre lo hace».
Roisin O'Connor de The Independent dice «Call It What You Want» es «posiblemente la mejor canción que tiene Swift», también elogió la producción de Jack Antonoff, llamándola «esencial para el álbum; El amor de Antonoff por el synth-pop es el contrapeso perfecto para el baile y el toque electrónico de Max Martin y Shellback». Neil McCormick, de The Telegraph, afirma: «El álbum es una continua ráfaga de pop explosivo». McCormick continuó: «Este es un álbum con un evento de gran éxito, precedido por un éxito satírico («Look What You Made Me Do») en el que provocativamente abandonó su imagen de «la chica de al lado» por algo más glamorosamente sofisticado». Troy Smith de The Plain Dealer dijo que el álbum sirvió como un recordatorio del talento de composición de Swift, etiquetando «New Year's Day», «End Game», «Delicate» y «Dress» como las más sobresalientes del álbum.
En una reseña negativa, Geoff Nelson de Consequence of Sound dio al álbum una D+ de rating escribiendo, «el sexto álbum de Swift es un desastre 'hinchado' y en movimiento». Nelson continua, «Reputation no mejora más allá de sus sencillos iniciales, incluso si el coro de «...Ready for It?» es uno de los mejores vestigios de la Taylor del álbum 1989. Por otro lado, Swift encuentra problemas: Ella rapea, ella adopta el dialecto inglés afroamericano, y bizarramente colabora con Future». Nelson llamó a «Gorgeous», «Delicate», y «Call It What You Want» los mejores temas del álbum.

### Listas anuales
| Publicación                         | Lista                       | Puesto    | Ref.    |
| ----------------------------------- | --------------------------- | --------- | ------- |
| Complex                             | Los mejores álbumes de 2017 | 26        | [ 94 ]  |
| The New York Times (Jon Caramanica) | Los mejores álbumes de 2017 | 5         | [ 95 ]  |
| NME                                 | NME Álbumes del año         | 31        | [ 96 ]  |
| People                              | 10 mejores álbumes de 2017  | sin orden | [ 97 ]  |
| Rolling Stone                       | 50 mejores álbumes de 2017  | 7         | [ 98 ]  |
| The Independent                     | 30 mejores álbumes de 2017  | 19        | [ 99 ]  |
| Time                                | Top 10 de álbumes de 2017   | 9         | [ 100 ] |

### Rendimiento comercial
Mundialmente, Reputation vendió dos millones de copias en su primera semana. Una semana antes de su lanzamiento se informó que los pedidos anticipados para el álbum alcanzaban las 400,000 unidades en Estados Unidos. Billboard declaró que esta cantidad duplicaba los pedidos anticipados de su álbum anterior, 1989, el cual vendió 1.29 millones de copias en su primera semana. De acuerdo con Nielsen SoundScan, el álbum vendió aproximadamente 700,000 copias durante su primer día en Estados Unidos y 1.05 millones de ventas en los primeros cuatro días de venta, convirtiéndose en el álbum mejor vendido de 2017 en los Estados Unidos. El álbum se convirtió en el quinto número uno de Swift en la lista Billboard 200 en su debut con 1.238 millones de copias vendidas con 1.216 millones de ventas puras, convirtiéndose en su cuarto álbum con más de 1 millón de copias vendidas en su primera semana. Como resultado, Swift se convirtió en la única artista en tener cuatro álbumes con ventas de más de 1 millón de copias en una semana desde que Nielsen SoundScan comenzó a publicar las ventas en 1991. Reputation tuvo además la mejor primera semana de ventas desde el álbum de la cantante Adele titulado 25 en 2015 así como también la décima semana de ventas más grande del país para un álbum desde que Nielsen SoundScan comenzó a reportar ventas, y se convirtió en el primer álbum desde 25 en vender un millón de copias en una semana. Además vendió más en una semana que cualquier otro álbum en la lista combinado.
Con 256,000 más de ventas y 232,000 copias vendidas a la siguiente semana, Reputation se mantuvo en el primer puesto de la lista y se convirtió en el primer álbum en encabezar la lista por dos semanas seguidas desde el álbum del rapero Jay-Z titulado 4:44 lanzado en 2017, la primera artista femenina en pasar más de una semana en general desde el álbum ANTi de Rihanna lanzado en 2016 y la primera artista femenina en mantener el puesto más alto durante sus primeras dos semanas desde el álbum 25. Reputation luego se convirtió en el cuarto álbum en pasar más de tres semanas en encabezar el top en 2017 luego de STARBOY del rapero The Weeknd, More Life de Drake, y DAMN. de Kendrick Lamar así como también el primer álbum desde 25 por una artista femenina con 147,000 copias más vendidas que dicho álbum además de vender 131,000 copias más durante su tercera semana. El álbum cayó al tercer puesto posteriormente a su cuarta semana con 70,000 copas vendidas, sumando otras 112,000 unidades vendidas antes de regresar al primer lugar tres semanas después. Fue desplazado a su siguiente semana por la banda sonora The Greatest Showman: Original Motion Picture Soundtrack. Con 1,903,000 copias vendidas y 2,336,000 vendidas a finales de 2017, Reputation fue el álbum más vendido del año en el país y el tercer álbum más vendido solo por debajo de Damn y ÷ de Ed Sheeran. Ha sido certificado triple platino por la Recording Industry Association of America (RIAA). Hasta marzo de 2018 el álbum vendió 2 millones de copias puras en los Estados Unidos, convirtiéndose en el primer álbum en hacerlo en dos años. En julio, el álbum movió 4 millones de unidades en todo el mundo, convirtiendo a Swift en el segundo acto femenino en superar los cuatro millones de unidades vendidas con cada uno de sus álbumes de estudio lanzados.
Luego de vender 50,000 copias en Canadá durante el primer día de lanzamiento, el álbum se convirtió en el quinto álbum de Swift en alcanzar el primer puesto del Canadian Albums Chart, gracias a las 80,000 copias puras de las 81,000 unidades vendidas. Tuvo la mayor apertura del país para un álbum desde Views del rapero Drake en 2016. El álbum vendió otras 15,000 copias y ganó otras 17,000 unidades vendidas a la semana siguiente, dándole a Swift su cuarto álbum consecutivo en encabezar por más de una semana la lista en Canadá. Luego de recibir 11,000 unidades adicionales vendidas en su tercera semana, Reputation se convirtió en el primer álbum desde Damn en encabezar la lista de ventas en Canadá durante tres semanas consecutivas y le otorgó a la cantante, por segunda vez, la mayor cantidad de semanas en número uno con uno de sus álbumes, solo por detrás de su álbum 1989. Posteriormente descendió al tercer puesto durante su cuarta semana en el chart.
El álbum vendió alrededor de 65,000 copias en el Reino Unido en sus primeros tres días de lanzamiento, ocupando el primer puesto en el UK Albums Chart con 84,000 copias vendidas, convirtiéndose en su tercer álbum en alcanzar la posición más alta del chart. Reputation tuvo además el quinto puesto de los álbumes más vendidos en 2017 en el Reino Unido. A su siguiente semana cae al puesto número ocho. El álbum recibió certificación de disco de oro por parte de Industria Fonográfica Británica (BPI). En Australia tuvo la tercera mejor apertura del año con 54,976 copias vendidas en la primera semana, solo por detrás de ÷ y el álbum de la cantante Pink titulado Beautiful Trauma, dándole a la cantante su cuarto álbum número uno en el ARIA Albums Chart. Reputation fue el álbum número 458 en debutar en el top y el número 814 en general en alcanzar el top de la lista. El álbum mantuvo el primer puesto a su siguiente semana y recibió certificación de platino por la Australian Recording Industry Association (ARIA), dándole a la cantante su semana número 15 en el puesto número uno del top, antes de que Beautiful Trauma volviera a encabezar la lista. Adicionalmente debutó en el primer puesto y retornó a esa posición en junio de 2018 en Irlanda  y recibió disco de platino por la Recorded Music NZ (RMNZ) por la venta de 15,000 unidades en Nueva Zelanda.

## Lista de canciones
- Edición estándar

| Reputation |                                            |                                                                           |                                              |          |  |
| N.º        | Título                                     | Escritor(es)                                                              | Productor(es)                                | Duración |  |
| 1.         | «...Ready For It?»                         | Taylor Swift · Max Martin · Karl Johan Schuster · Ali Payami              | Swift · Martin · Schuster · Payami           | 3:28     |  |
| 2.         | «End Game» (featuring Ed Sheeran & Future) | Swift · Martin · Schuster · Ed Sheeran · Navyadius Wilburn                | Swift · Martin · Schuster · Ilya Salmanzadeh | 4:04     |  |
| 3.         | «I Did Something Bad»                      | Swift · Martin · Schuster                                                 | Swift · Martin · Schuster                    | 3:58     |  |
| 4.         | «Don't Blame Me»                           | Swift · Martin · Schuster                                                 | Martin · Schuster                            | 3:56     |  |
| 5.         | «Delicate»                                 | Swift · Martin · Schuster                                                 | Martin · Schuster                            | 3:52     |  |
| 6.         | «Look What You Made Me Do»                 | Swift · Jack Antonoff · Fred Fairbrasss · Richard Fairbrass · Rob Manzoli | Swift · Antonoff                             | 3:31     |  |
| 7.         | «So It Goes...»                            | Swift · Martin · Schuster · Oscar Görres                                  | Swift · Martin · Schuster · Görres           | 3:47     |  |
| 8.         | «Gorgeous»                                 | Swift · Martin · Schuster                                                 | Martin · Schuster                            | 3:29     |  |
| 9.         | «Getaway Car»                              | Swift · Antonoff                                                          | Swift · Antonoff                             | 3:53     |  |
| 10.        | «King of My Heart»                         | Swift · Martin · Schuster                                                 | Martin · Schuster                            | 3:34     |  |
| 11.        | «Dancing with Our Hands Tied»              | Swift · Martin · Schuster · Oscar Holter                                  | Martin · Schuster · Holter                   | 3:31     |  |
| 12.        | «Dress»                                    | Swift · Antonoff                                                          | Swift · Antonoff                             | 3:50     |  |
| 13.        | «This Is Why We Can't Have Nice Things»    | Swift · Antonoff                                                          | Swift · Antonoff                             | 3:27     |  |
| 14.        | «Call It What You Want»                    | Swift · Antonoff                                                          | Swift · Antonoff                             | 3:23     |  |
| 15.        | «New Year's Day»                           | Swift · Antonoff                                                          | Swift · Antonoff                             | 3:55     |  |
| 55:38      |                                            |                                                                           |                                              |          |  |

| Edición de lujo – DVD adicional (Japón) |                                            |          |  |
| N.º                                     | Título                                     | Duración |  |
| 1.                                      | «Look What You Made Me Do» (video musical) | 4:16     |  |
| 2.                                      | «Look What You Made Me Do» (lyric video)   | 3:35     |  |
| 3.                                      | «Look What You Made Me Do» (making of)     | 12:09    |  |
| 20:00                                   |                                            |          |  |

## Posicionamiento en listas

### Semanales
| País              | Lista                   | Mejor posición |      |
| 2017              | 2017                    | 2017           | 2017 |
| ----------------- | ----------------------- | -------------- | ---- |
| Alemania          | Offizielle Top 100      | 2              |      |
| Argentina         | CAPIF                   | 1              |      |
| Australia         | ARIA                    | 1              |      |
| Austria           | Ö3 Austria              | 1              |      |
| Bélgica (Flandes) | Ultratop                | 1              |      |
| Bélgica (Valona)  | Ultratop                | 9              |      |
| Canadá            | Canadian Albums         | 1              |      |
| Dinamarca         | Hitlisten               | 3              |      |
| Escocia           | OCC                     | 1              |      |
| Eslovaquia        | ČNS IFPI                | 4              |      |
| España            | PROMUSICAE              | 3              |      |
| Estados Unidos    | Billboard 200           | 1              |      |
| Finlandia         | Suomen virallinen lista | 5              |      |
| Francia           | SNEP                    | 11             |      |
| Grecia            | Greek Albums IFPI       | 3              |      |
| Hungría           | Mahasz                  | 8              |      |
| Irlanda           | IRMA                    | 1              |      |
| Italia            | FIMI                    | 3              |      |
| Japón             | Oricon                  | 3              |      |
| México            | AMPROFON                | 4              |      |
| Noruega           | VG-lista                | 1              |      |
| Nueva Zelanda     | RIANZ                   | 1              |      |
| Países Bajos      | MegaCharts              | 1              |      |
| Polonia           | Polish Albums ZPAV      | 6              |      |
| Portugal          | AFP                     | 1              |      |
| Chile             | Radio Disney Ranking    | 5              |      |
| Reino Unido       | UK Albums Chart         | 1              |      |
| República Checa   | ČNS IFPI                | 2              |      |
| Suecia            | Sverigetopplistan       | 2              |      |
| Suiza             | Schweizer Hitparade     | 1              |      |

### Anuales
| País             | Lista                              | Mejor posición |      |
| 2017             | 2017                               | 2017           | 2017 |
| ---------------- | ---------------------------------- | -------------- | ---- |
| Alemania         | Offizielle Top 100                 | 60             |      |
| Australia        | ARIA Albums Chart                  | 3              |      |
| Austria          | Ö3 Austrian Albums                 | 55             |      |
| Bélgica Flanders | Belgian Albums (Ultratop Flanders) | 57             |      |
| Bélgica Wallonia | Belgian Albums (Ultratop Wallonia) | 165            |      |
| Japón            | Oricon                             | 73             |      |
| México           | Top 100 Amprofon                   | 93             |      |
| Nueva Zelanda    | New Zealand Albums (RMNZ)          | 9              |      |
| Países Bajos     | Dutch Albums (MegaCharts)          | 90             |      |
| Reino Unido      | UK Albums (OCC)                    | 15             |      |
| Suiza            | Swiss Albums (Schweizer Hitparade} | 98             |      |

## Certificaciones
| País           | Organismo certificador | Certificación | Ventas/remesas | Ref.    |
| -------------- | ---------------------- | ------------- | -------------- | ------- |
| Alemania       | BVMI                   | Platino       | 200 000        | [ 165 ] |
| Australia      | ARIA                   | 5x Platino    | 350 000        | [ 166 ] |
| Austria        | IFPI                   | Platino       | 15 000         | [ 167 ] |
| Bélgica        | BEA                    | Platino       | 20 000         | [ 168 ] |
| Brasil         | Pro-Música Brasil      | 3x Platino    | 120 000        | [ 169 ] |
| China          | SART                   | 10x Platino   | 1 025 000      | [ 170 ] |
| España         | Promusicae             | Oro           | 20 000         | [ 171 ] |
| Estados Unidos | RIAA                   | 4x Platino    | 4 000 000      | [ 112 ] |
| Japón          | RIAJ                   | Oro           | 100 000        | [ 172 ] |
| Nueva Zelanda  | Recorded Music NZ      | 2x Platino    | 30 000         | [ 173 ] |
| México         | Amprofon               | Platino       | 60 000         | [ 174 ] |
| Reino Unido    | BPI                    | Platino       | 300 000        | [ 122 ] |
| Suecia         | GLF                    | Oro           | 20 000         | [ 175 ] |